# Palestinska narodna uprava
Palestinska narodna uprava ( PA ali PNA - angleško Palestinian Authority oz. Palestinian National Authority  ; arabsko السلطة الوطنية الفلسطينية as-Sulṭa al-Waṭanīya al-Filasṭīnīya ), splošno znana kot Palestinska uprava in uradno Država Palestina,  je vladni organ pod nadzorom Fataha, po sporazumih iz Osla 1993–1995.z delnim civilnim nadzorom nad območji "A" in "B" Zahodnega brega   Palestinska uprava je pred palestinskimi volitvami leta 2006 imela tudi oblast nad območjem Gaze. Po volitvah je v sporu  med strankama Fatah in Hamas zmagala stranka Hamas. PA si še naprej lasti oblast nad območjem Gaze, čeprav je  dejanski nadzor V rokah Hamasa. Od januarja 2013 dalje uporablja PA v uradnih dokumentih ime "država Palestina", čeprav Združeni narodi še naprej priznavajo Palestinsko osvobodilno organizacijo (PLO) kot "predstavnika palestinskega ljudstva". 
Palestinsko upravo so ustanovili leta 1994 v okviru sporazuma Gaza-Jeriho med PLO in izraelsko vlado, bila naj bi pet let dolgo začasni organ. V tem času naj bi potekala nadaljnja pogajanja med obema stranema glede končnega statusa. V skladu s sporazumi iz Osla je bil Palestinski upravi je bil prisojen izključni nadzor nad varnostnimi in civilnimi vprašanji v palestinskih urbanih območjih (tako imenovanih "območjih A") in samo civilni nadzor nad palestinskim podeželjem("območja B") . Preostala ozemlja, tako izraelske naselbine, dolina Jordana in obvoznice med palestinskimi skupnostmi, naj bi ostala pod izraelskim nadzorom ("območje C"). Vzhodni Jeruzalem je bil izključen iz sporazuma. Pogajanja z več izraelskimi vladami so privedla do tega, da je uprava pridobila nadaljnji nadzor nad nekaterimi območji, vendar je bil nadzor na nekaterih območjih nato izgubljen, ko so izraelske obrambne sile (IDF) med drugo ("Al-Aksa") intifado ponovno zavzele več strateških položajev. Leta 2005, po drugi intifadi, se je Izrael enostransko umaknil iz svojih naselbin na območju Gaze in s tem razširil nadzor palestinske uprave na celoten pas , medtem ko je Iše naprej nadzoroval prehode, zračni prostor in obalo Gaze.
Na palestinskih zakonodajnih volitvah 25. januarja 2006 je Hamas zmagal in imenoval Izmaila Hanijeha za predsednika vlade uprave. Vendar je palestinska vlada nacionalne enotnosti, ko je izbruhnil nasilen spopad med Hamasom in Fatahom, predvsem na območju Gaze, enostavno razpadla. Potem ko je Hamas 14. junija 2007 prevzel oblast v Gazi, je predsednik Mahmud Abas razrešil vlado enotnosti pod vodstvom Hamasa, in Hanijeha razrešil in za predsednika vlade imenoval Salama Fajada. Hamas te poteze ni priznal, kar je povzročilo dve ločeni upravi – palestinsko upravo pod vodstvom Fataha na Zahodnem bregu in konkurenčno vlado Hamasa na območju Gaze. Spravni proces za združitev palestinskih vlad je v preteklih letih dosegel določen napredek, vendar ni do ponovne združitve ni prišlo.
Palestinske oblasti so prejemale finančno pomoč od Evropske unije in ZDA (skupaj približno 1 milijardo USD leta 2005). Vsa neposredna pomoč je bila prekinjena 7. aprila 2006 zaradi zmage Hamasa na parlamentarnih volitvah. Kmalu zatem so se izplačila pomoči nadaljevala, vendar so bila usmerjena neposredno v urade Mahmuda Abasa na Zahodnem bregu.  Od 9. januarja 2009, ko bi se predsedniški mandat Mahmuda Abasa moral izteči in bi morale biti razpisane volitve, so privrženci Hamasa in mnogi v Gazi umaknili priznanje njegovemu predsedovanju in namesto tega imajo Aziza Dveika, na čelu palestinskega Zakonodajnega sveta, za vršilca dolžnosti predsednika do novih volitev.  
Državo Palestino je priznalo 138 držav in od novembra 2012 so Združeni narodi izglasovali, da se država Palestina sprejme kot država nečlanica opazovalka ZN .    Palestinska uprava jeavtoritarni režim, v katerem se ni volilo že več kot 15 let; kritizirajo ga zaradi zlorab človekovih pravic, med drugim zatiranja novinarjev, borcev za človekove pravice in nasprotnikov njeni vladavini. 

## Zgodovina

### Ustanovitev
Palestinsko upravo so ustanovili s sporazumom Gaza-Jeriho v skladu s sporazumi iz Osla iz leta 1993. Sporazum Gaza-Jeriho je bil podpisan 4. maja 1994 in je vseboval izraelski umik z območja Jeriha in delno z območja Gaze ter podrobno opisal ustanovitev palestinske uprave in palestinskih civilnih policijskih sil .  
PA se je predvidevala kot začasna organizacija za izvajanje omejene palestinske samouprave v palestinskih enklavah na Zahodnem bregu in v Gazi za obdobje petih let, v katerem bi potekala pogajanja o končnem statusu.    Palestinski osrednji svet je v imenu Palestinskega nacionalnega sveta PLO ratificiral ta sporazum na sestanku v Tunisu od 10. do 11. oktobra 1993, s čimer je PA postala odgovorna izvršnemu odboru PLO . 
Upravne pristojnosti, dodeljene PA, so bile omejene na civilne zadeve in notranjo varnost ter niso vključevale zunanje varnosti ali zunanjih zadev  Palestinci v diaspori in znotraj Izraela niso imeli volilne pravice na volitvah na položaje v palestinski upravi PA je pravno ločena od Palestinske osvobodilne organizacije (PLO), ki še naprej uživa mednarodno priznanje kot edini legitimni predstavnik palestinskega ljudstva, ki ga zastopa v Združenih narodih pod imenom "Palestina".  
Splošne volitve za prvo zakonodajno telo, Palestinski zakonodajni svet, so potekale 20. januarja 1996.  Mandat organa je potekel 4. maja 1999, vendar volitve zaradi "prisilnih razmer" niso bile izvedene. 

### Druga intifada
Dne 7. julija 2004 je četverica bližnjevzhodnih posrednikov obvestila Ahmeda Kureija, predsednika vlade PA od leta 2003 do 2006, da so "naveličani" čakati na to, da Palestinci izvedejo obljubljene reforme: "Če varnostne reforme ne bodo izvedene, ne bo (več) mednarodne podpore in financiranja s strani mednarodne skupnosti« 
18. julija 2004 je ameriški predsednik George W. Bush izjavil, da zaradi nestabilnosti in nasilja v palestinski upravi ustanovitev palestinske države do konca leta 2005 ni verjetna. 
Po Arafatovi smrti 11. novembra 2004 je Ravhi Fatuh, vodja palestinskega zakonodajnega sveta, postal vršilec dolžnosti predsednika palestinske uprave, kot je določeno v členu 54(2) temeljnega zakona uprave in palestinskem zakonu o volitvah.
19. aprila 2005 je ruski predsednik Vladimir Putin privolil v pomoč palestinskim oblastem in izjavil: »Podpiramo prizadevanja predsednika Abasa za reformo varnostnih služb in boj proti terorizmu [...] Če čakamo na to, da se bo predsednik Abas boril proti terorizma, tega ne more storiti s sredstvi, ki jih ima zdaj. [...] Palestinski upravi bomo dali tehnično pomoč z opremo in usposabljanjem osebja. Palestinski upravi bomo dali helikopterje in tudi komunikacijsko opremo.«  
Palestinska uprava sje postala odgovorna za civilno upravo na nekaterih podeželskih območjih, pa tudi za varnost v večjih mestih na Zahodnem bregu in v Gazi . Čeprav se je petletno vmesno obdobje izteklo leta 1999, dogovor o končnem statusu še ni bil sklenjen, kljub poskusom kot so bili vrh v Camp Davidu leta 2000, vrh v Tabi in neuradni ženevski sporazumi .   
Avgusta 2005 je izraelski premier Ariel Sharon začel z umikom z območja Gaze in prepustil popoln učinkovit notranji nadzor nad območjem palestinske uprave, ohranil pa je nadzor nad njegovimi mejami območja, tudi v zraku in na morju (razen meje z Egiptom). To je povečalo delež ozemlja v Gazi, ki ga nazivno upravlja PA, s 60 odstotkov na 100 odstotkov.

## Dosedanji razvoj
Palestinska uprava je odgovorna za varnostna vprašanja in javno upravo v urbanih območjih (tako imenovano območje A) ter odgovorne za javno upravo na podeželju (tako imenovano območje B). Izraelska vojska ima še naprej popoln nadzor na drugem velikem, a zelo redko poseljenem območju Zahodnega brega ( območje C); na tem področju se nahajajo tudi izraelske naselbine . 
Sporazumi iz Osla ne vsebuje izrecnih zaključkov glede prihodnosti palestinske uprave;  šlo je za nenapisan dogovor, da naj bi palestinska upirava bila osnova za kasnejšo ustanovitev palestinske države.
Palestinska uprava uživa mednarodno priznanje kot predstavnik palestinskega ljudstva, vendar v omejenem smislu.  Ni subjekt mednarodnega prava in za razliko od PLO uprava ni imela statusa opazovalke v Združenih narodih . Šele z glasovanjem 29. novembra 2012 je država Palestina dobila status opazovalke. Avtonomna uprava se je nato odločila preimenovati v »državo Palestino«. Vendar pa novo ime ni povsod prisotno zaradi pomislekov, da se osebnih dokumentov ne bo priznavalo.  Februarja 2014 so se prvič pojavile težave z dokumenti »države Palestina«, ko so jih lastniki predložili pri vstopu v Izrael.
Uprava dobiva obsežne subvencije od Evropske unije  in ZDA ter odškodnine od Izraela.  Tradicionalno je glavni donator EU, Nemčija prispeva 20 odstotkov. V letu 2011 je bilo skupaj namenjenih 830 milijonov evrov.
Uprava ima policijske enote s približno 40.000 do 80.000 zaposlenih, ki imajo oklepna vozila in avtomatsko orožje. Zunanje ministrstvo Nemčije tako od leta 2008 dalje podpira palestinsko civilno policijo  med drugim z novimi vozili za nujne primere.

## Volitve
Od ustanovitve Palestinske uprave leta 1993 se je volilo le dvakrat. Vse druge načrtovane volitve so zaradi različnih razlogov preložili.
Leta 1996 so potekale volitve predsednika in legislativnih organov. Naslednje volitve so načrtovali za leto 2001, a do njih ni prišlo. Po smrti predsednika Jaserja Arafata je bil datum volitev postavljen na 9. januar 2005. Na teh predsedniških volitvah so Palestinci za novega predsednika palestinskih oblasti izvolili Mahmuda Abasa ..
10. maja 2004 je palestinska vlada prvič razpisala lokalne volitve. Lokalni župani trenutno niso izvoljeni, temveč so imenovani na centralni ravni. Avgusta 2004 naj bi bile volitve v Jerihu, nato pa še v nekaterih mestih na območju Gaze. Julija 2004 so tudi te volitve preložili.
Parlamentarne volitve so poleti 2005 razpisali za 25. januar 2006. Po začetni negotovosti glede tega, ali se bodo Palestinci v arabskem vzhodnem delu Jeruzalema (ki ga Izrael šteje za priključeno, ne okupirano ozemlje) lahko udeležili teh volitev, je Mahmud Abas zagrozil, da bo volitve v celoti odpovedal. Po pritisku ameriške vlade pa se je izraelska vlada 15. januarja 2006, deset dni pred predvidenim datumom volitev, strinjala in volivcem v vzhodnem Jeruzalemu dovolila glasovati na nekaterih poštah..
Rezultati volitev 25. januarja 2006
- Hamas : 74 sedežev
- Fatah : 45 sedežev
- Ljudska fronta za osvoboditev Palestine : 3 sedeži
- Neodvisna palestinska stranka ( PNI in neodvisni): 2 sedeža
- Tretji način : 2 sedeža
- Badeel (volilna platforma, ki jo sestavljajo DFLP, PPP in FIDA): 2 sedeža
- Neodvisni kandidati: 4 mesta

Po volitvah, ki so islamističnemu Hamasu zagotovile večino, je konec leta 2006 prišlo do silovitih spopadov med sprtima stranema, ki so povzročili notranjo palestinsko državljansko vojno . Hamas je nato v bitki za Gazo junija 2007 prevzel izključni nadzor nad območjem Gaze, v zameno za kar so bili njegovi podporniki na Zahodnem bregu razoroženi in odstavljeni s političnih funkcij. Hamasova vlada okoli Ismaila Haniyye je od takrat mednarodno izolirana in je ne podpira večina vlad (Izrael, ZDA, Velika Britanija, Francija, Nemčija, Egipt, Saudska Arabija) zaradi svoje brezkompromisne drže do Izraela, ki ga podpira tudi s terorističnimi napadi. sprejeto. Izrael in Egipt sta vojaško zaprla območje Gaze. Kritiki zahodne politike se pritožujejo, da ta ne spoštuje rezultatov volitev. Od takrat so bili izvedeni številni poskusi posredovanja med obema rivalskima skupinama, a so bili vedno neuspešni..

## Notranja struktura
Uprava je bila zgodovinsko tesno povezana z PLO, s katero se je Izrael pogajal za sporazume iz Osla. Zato je palestinsko upravo dolgo vodil Jaser Arafat, izvršna veja pa je bila zapolnjena iz vrst PLO, predvsem s pripadniki organizacije Tanzim, vojaške veje PLO iz časov prve intifade ..
Na začetku je šlo za predsedniški sistem vladanja, predsednik je neposredno vodil vlado. Leta 2003 je zaradi mednarodnega pritiska Arafat imenoval Mahmuda Abasa (tudi Abu Mazen) za "premiera" palestinske avtonomne uprave, ker sta Izrael in ZDA zavračala neposredna pogajanja z Arafatom zaradi njegovih stikov s terorizmom. Po Arafatovi smrti in po imenovanju Ismaila Hanije iz Hamasa na položaj (2006) so iste države položaj ponovno razglasile za nepomembnega. Od takrat so pogajanja potekala samo še s predsednikom. Ismaila Hanija in njegove ministre v Gazi je predsednik junija 2007 odstavil in za novega premierja postavil Salama Fajada . Od takrat obstaja v Gazi de facto druga vlada, ki ni mednarodno priznana.
Za Arafatov slog vladanja je bilo značilno njegovo razumevanje demokracije, ki ni ustrezalo zahodnim standardom, korupcija v administraciji,  delitev moči med družinske člane  in nepregledna množica vladnih organizacij z nejasnimi odgovornostmi. Arafat je prek različnih mehanizmov nadzoroval približno osem različnih varnostnih organizacij, ministrstvo za izobraževanje pa je vodilo več kot 20 vodilnih delavcev. Po volitvah leta 1996, na katerih je zmagal z veliko večino, je Arafat vse nadaljnje volitve preložil za nedoločen čas. V tem je bil njegov slog vodenja podoben diktaturam na Bližnjem vzhodu, po geslu »En človek, en glas, enkrat samo«. Šele po njegovi smrti so bile leta 2005 predsedniške volitve, na katerih je bil izvoljen Mahmud Abas, januarja 2006 pa so sledile parlamentarne volitve, ki so prinesle večino islamističnemu Hamasu..

## Kritika

### PA v razsulu
Uvedba avtonomije je Izraelu olajšala upravljanje in predvsem financiranje zasedenih ozemelj, čeprav mednarodnopravna okupacija še vedno obstaja. Finančno breme, ki ga je moral prej v celoti nositi Izrael, je v veliki meri prešlo na mednarodno skupnost. Tudi projekti v območju C, ki je pod polno izraelsko upravo, prejemajo mednarodno podporo.  Kritiki trdijo, da je ta "okupacijska svetloba" (tako imenovani nekateri komentatorji) bolj koristna za Izrael, zato bi se ta vmesni korak k neodvisnosti ohranil ad infinitum. Bilo je več pozivov in razmišljanj o razpustitvi avtonomne oblasti, da bi Izrael postavili pod (finančni) pritisk. Razpustitev oblasti bi trajno končala mirovni proces in oživila obveznost Izraela, da prevzame polno odgovornost (upravljanje in financiranje) za palestinska ozemlja. Ker bi trenutni podporniki prenehali zagotavljati finančno pomoč zaradi pomanjkanja prejemnikov, bi moral stroške nenadoma spet nositi Izrael. Seveda bi imela takšna poteza resne posledice tudi za palestinske uradnike. Marca 2012 je samo pritisk ZDA lahko Abasu preprečil izdajo načrtovanega ultimata z ustrezno grožnjo. Takšna možnost je bila napovedana tudi po tem, ko so pogajaXXX.ja aprila 2014 zastala..
Tudi na strani EU je bilo slišati vse več dvomov o nadaljnjem financiranju avtonomne oblasti, ko ni napredka v mirovnem procesu. Zato tudi v Bruslju razmišljajo o ustavitvi finančne pomoči, saj vedo, da bo potem oblast propadla in bo moral upravljanje spet prevzeti Izrael. 
Palestinska študija, objavljena leta 2014, kaže, da je nadaljnji obstoj oblasti bolj v interesu Izraela kot v interesu prebivalstva. Palestincem 20 let avtonomije ni prineslo niti neodvisnosti niti delujoče uprave, zato bi morebitni daljši zastoj v pogajanjih lahko pomenil konec oblasti. V primeru razpustitve ali strmoglavljenja obstaja bojazen, da se bo sesul javni red, zdravstveni sistem in velika revščina. Zato bosta Izrael in mednarodna skupnost poskušala za vsako ceno preprečiti tak scenarij. Anketiranih je bilo 180 Palestincev iz različnih območij in 12 Izraelcev iz političnega sektorja..

### Plače za teroriste
Od druge intifade palestinske oblasti vplačujejo denar v »Sklad mučenikov«, ki ga je ustanovila PLO.  Ta sklad izplačuje denar palestinskim kriminalcem, zaprtim v Izraelu, pa tudi družinam Palestincev, katerih smrti veljajo za politično motivirane. Slednja kategorija vključuje sorodnike samomorilskih napadalcev, pa tudi ubitih, ranjenih ali zaprtih demonstrantov in mimoidočih.  Palestinski uradniki trdijo, da so plačila namenjena nadomestilu za nepošteno sojenje, saj vojska večkrat ustreli osumljence terorizma v nasprotju z domnevo nedolžnosti, pripornike pa prisili k lažnim priznanjem.  Vsakdo, ki je na primer v zaporu od pet do deset let, prejme 800 evrov na mesec. Evrov – to je več, kot zasluži policist avtonomne oblasti. Po mnenju Svetovne banke ne gre za upravičeno obliko socialne pomoči, temveč za nekakšno cenjenje terorizma.  Vsak mesec se približno 3,5 milijona evrov nakaže palestinskim zapornikom in še 5 milijonov evrov družinam samomorilskih napadalcev.  To prakso kritizira tudi mednarodno, na primer svetovalec ameriškega predsednika Jared Kushner na srečanju z Mahmudom Abasom avgusta 2017. .XXX.
Večkrat so bili razmisleki in pobude, da bi preprečili ta plačila ali odšteli denar od transfernih plačil.  Od februarja 2019 je Izrael zadržal 42 milijonov šekelov na mesec od davkov in carin, pobranih za palestinske oblasti. To ustreza znesku, ki ga je PA leta 2018 plačala palestinskim zapornikom v izraelskih zaporih in njihovim družinam. Namesto tega Izrael denar vplačuje v sklad za podporo žrtvam terorizma.  Med februarjem in septembrom 2019 je PA popolnoma zavrnila sprejem davčnih in carinskih prihodkov ter vsak mesec vrnila celoten znesek.  Ker pa je ta objava 65 % proračuna, je to povzročilo finančno krizo. Od takrat so javni uslužbenci, ki so zaslužili več kot 2000 ILS, prejeli le polovico svojih plač.  Ker nikogar ni zanimal razpad oblasti, sta Jordanija in EU poskušali posredovati. Johannes Hahn je v imenu EU predlagal, da bi bila plačila zapornikom neodvisna od vrste kaznivega dejanja in tako postala zgolj socialna pomoč, kar je bilo zavrnjeno.  4. oktobra 2019 je tiskovni predstavnik avtonomne oblasti izjavil, da bo denar od davkov in carin ponovno sprejet..

### Šolske knjige
Februarja 2002 je izobraževalna komisija  Kneseta pozvala voditelje demokratičnih držav, naj zadržijo pomoč za financiranje palestinskega izobraževanja, dokler palestinske oblasti ne odstranijo protijudovskih in protiizraelskih odlomkov iz njihovih šolskih učbenikov. Te knjige in palestinski izobraževalni sistem bi spodbujali sovraštvo namesto miru ali strpnosti in ne bi priznavali države Izrael..  
Leta 2018 je PA prvič po letu 2000 revidirala svoje šolske učne načrte. V šolskih učbenikih še naprej prevladujeta sovraštvo do Izraela in spodbujanje k nasilju. V nekaterih primerih je mogoče celo zaznati radikalizacijo. Poleg tega se ignorira holokavst in poveličujejo se palestinski teroristični napadi, kot so olimpijski napad v Münchnu in ugrabitve letal . Antisemit in vojni zločinec veliki mufti Mohammed Amin al-Husseini je prikazan pozitivno. To izhaja iz študije nevladne organizacije Institute for Monitoring Peace and Cultural Tolerance in School Education (IMPACT-SE) iz Jeruzalema..
Leta 2019 je študija IMPACT-SE, ki redno analizira palestinske učne načrte, ugotovila, da so bili učni načrti, uporabljeni za šolsko leto 2018/19, bojeviti in polni ekstremističnih nacionalističnih pogledov. Obseg ekstremizma celo presega lanske učne načrte. Evropska unija, največja mednarodna donatorka palestinskih oblasti, je obljubila, da bo naročila študijo, da bi ugotovila, koliko pozivov k sovraštvu in nasilju je v palestinskem učnem načrtu..
29. avgusta 2019 je Odbor ZN za odpravo rasne diskriminacije (CERD) objavil končne pripombe na poročilo palestinskih oblasti. V njem je odbor ZN med drugim kritiziral "obstoj sovražnega govora v nekaterih medijih, zlasti tistih Hamasa, v družbenih omrežjih, v izjavah uradnikov, v šolskih programih in učbenikih." Zlasti sovražni govor proti Izraelcem bi lahko spodbujal nasilje in spodbujal antisemitizem. Države pogodbenice CERD morajo predložiti redna poročila, ki jih nato pregleda odbor ZN..
Leta 2019 so palestinske oblasti predstavile posodobljene učbenike palestinske zgodovine. Iz novih knjig so izbrisana zgodovinska dejstva. Torej obstajajo le sklicevanja na sporazume iz Osla . Vmesni sporazumi, kot so sporazum Gaza-Jericho (1994), sporazum Wye (1998), časovni načrt (2003) ali rezultati konference v Annapolisu (2007), niso več omenjeni. Poleg tega sta bili v celoti črtani dve poglavji o mirovnih načrtih in pobudah. Sporazumi iz Osla so ocenjeni manj podrobno in bolj negativno. Nekajkrat, ko je omenjena država Izrael, je ime v oklepaju. To je še posebej pogosto med organizacijami, kot sta Hamas ali Islamski džihad, in je namenjeno temu, da pokaže, da Izrael vidijo kot nelegitimnega. V starih knjigah se je ime pojavilo brez oklepaja. Poleg tega v posodobljenih učbenikih ni več nobenega sklicevanja na zgodovinsko prisotnost Judov v Izraelu.  Evropski parlament je 14. maja 2020 obsodil nasilno gradivo in sovražni govor v palestinskih šolskih učbenikih..

### Demokratična legitimnost ne obstaja
Po neuspelih pogovorih med Fatahom in Hamasom je tedanji premier Salam Fajad marca 2009 predstavil vlado, v kateri je spet prevladoval Fatah. Predsedniku palestinskih oblasti Mahmudu Abasu se je mandat iztekel že 9. januarja 2009, a so mu zaradi spremenjene razlage volilne zakonodaje podaljšali za eno leto, da bi lahko organizirali volitve. Te volitve so bile pozneje preložene za nedoločen čas. Od takrat je Abas vladal brez demokratične legitimnosti, ki se je končala, ko se je 9. januarja 2009 iztekel njegov štiriletni mandat..

### Korupcija
Francoski protest rumenih jopičev so Palestinci pprevzeli kot vzor za protest z modrih kirurških rokavic, ko od decembra 2018 dalje protestirajo proti korupciji v PA. Protesti modrih rokavic so uperjeni proti novo uvedenemu organu za socialno skrbstvo, ki se financira iz palestinskih davkov. Zaradi razširjene korupcije v PA se protestniki bojijo, da bi vlada lahko uporabila davkoplačevalski denar za polnjenje lastnih žepov pod pretvezo finančne krize. 

### Ravnanje s homoseksualnostjo
V avtonomnih območjih je homoseksualnost kazniva po britanski mandatni zakonodaji, ki še vedno velja.   V kolikšni meri to povzroči konkretno državno preganjanje, ni znano; oblasti in politične skupine to vprašanje ponavadi ignorirajo. Vendar pa obstajajo poročila o napadih, mučenju in umorih s strani policije in odredov smrti.   

### Varnostne sile kršijo človekove pravice
Potem ko so palestinske varnostne sile povečale uporabo sile proti kritikom oblasti, je 1. julija 2021,visoka komisarka Združenih narodov za človekove pravice Michelle Bachelet zahtevala, da PA zagotovi varnost demonstrantov, ki protestirajo proti njej. Povod za proteste je bila smrt kritika Nisarja Banata, ki je umrl med aretacijo 24. junija 2021. 